# Convento de Nossa Senhora da Conceição (Angra do Heroísmo)

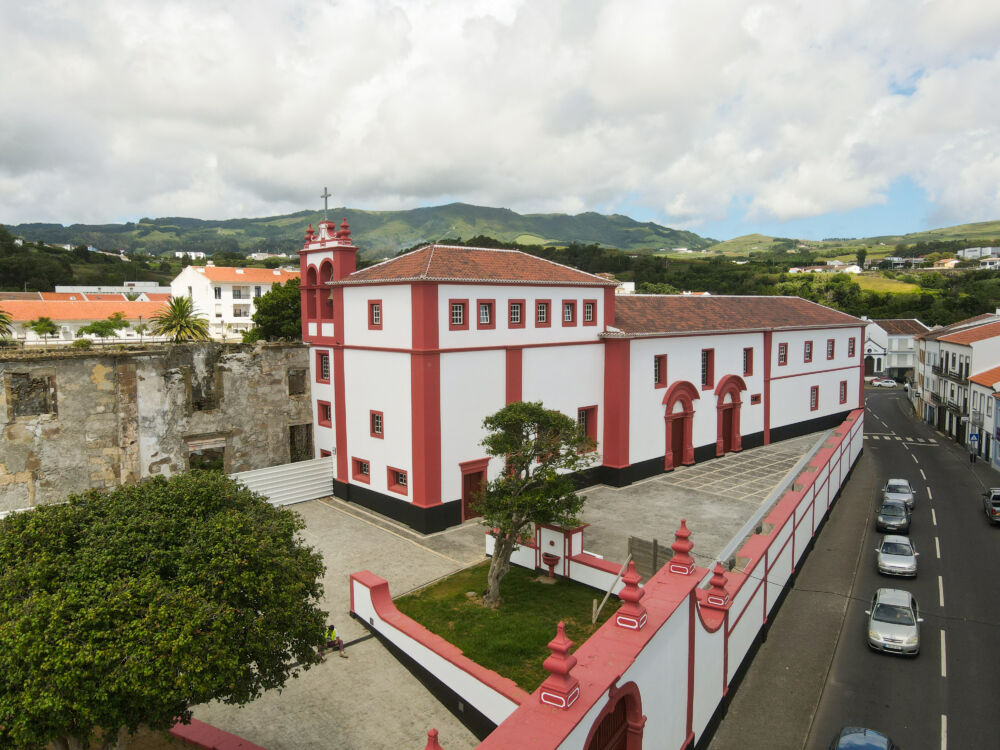
Igreja da Conceição das Freiras (após reconstrução).

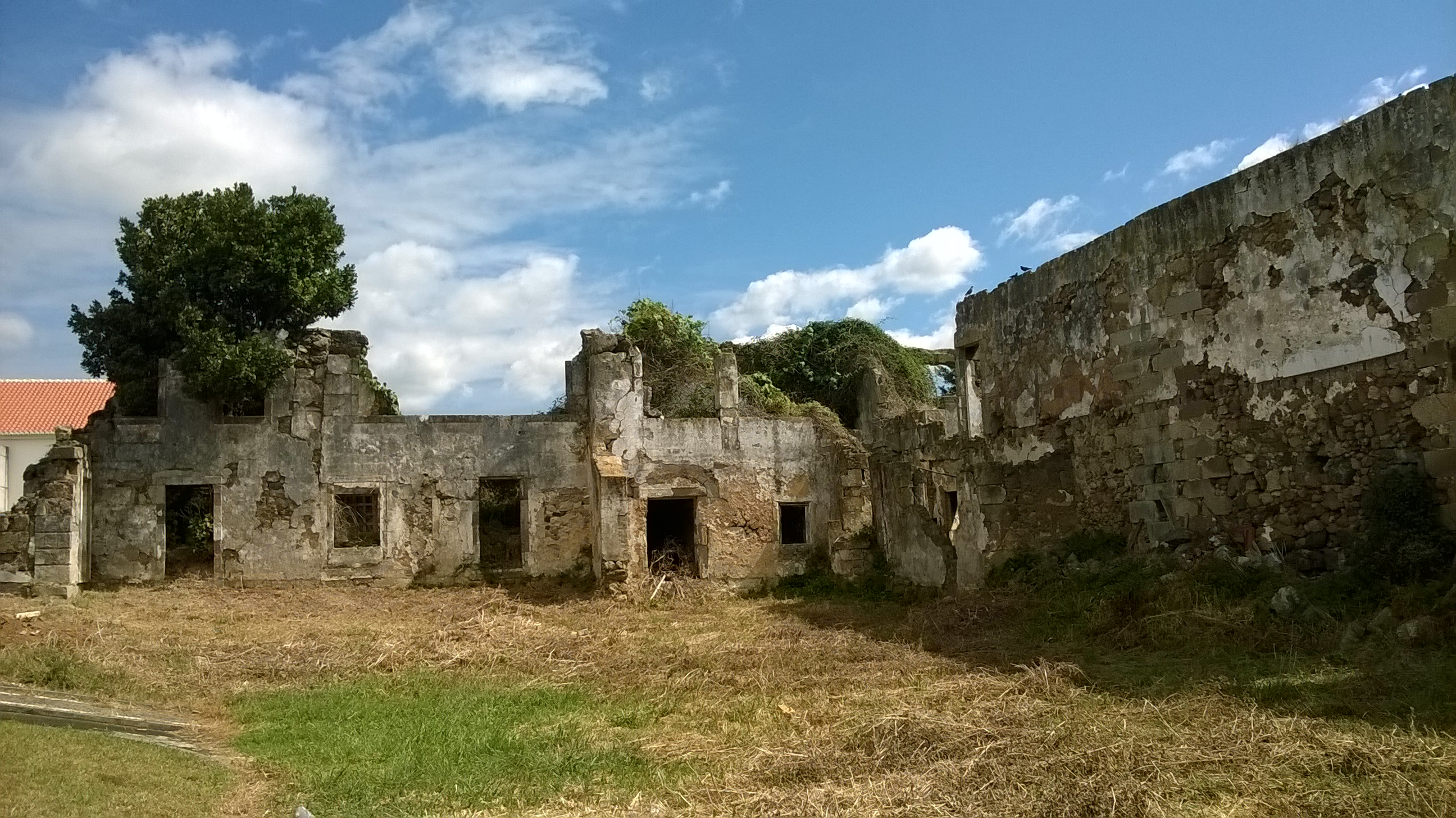
Convento de Nossa Senhora da Conceição, Angra do Heroísmo

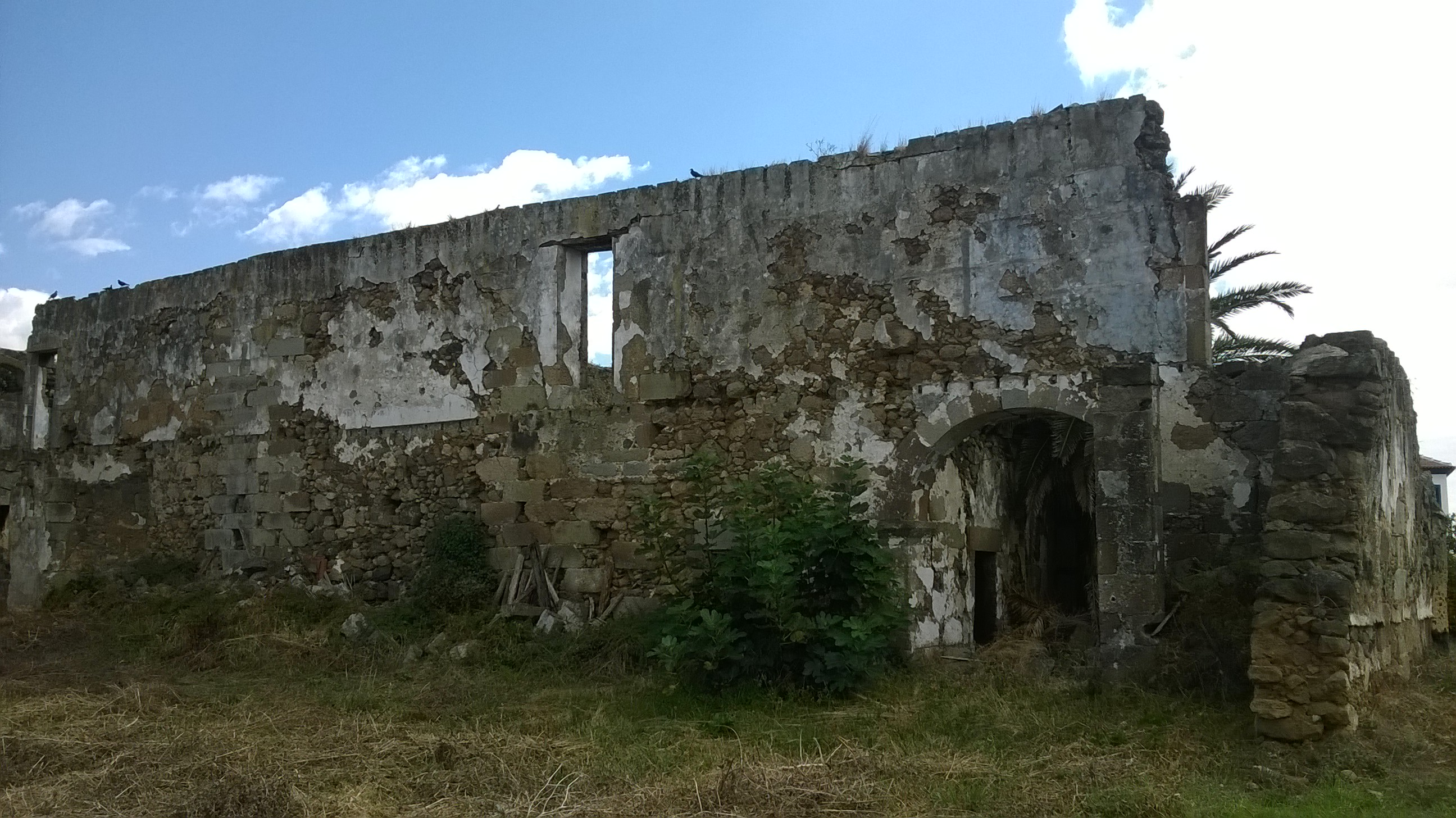
Convento de Nossa Senhora da Conceição, Angra do Heroísmo

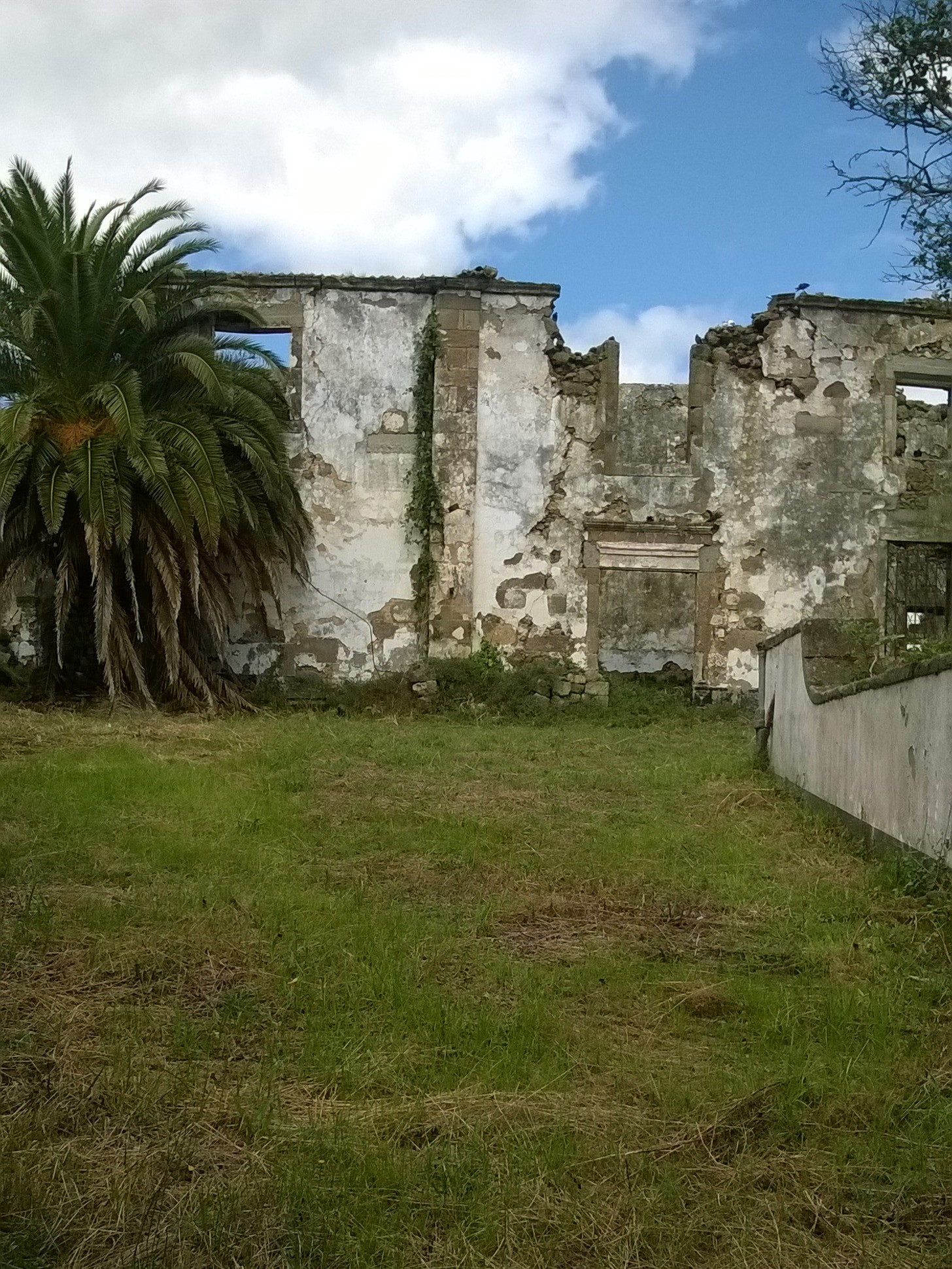
Convento de Nossa Senhora da Conceição, Angra do Heroísmo

O Convento de Nossa Senhora da Conceição é um extinto mosteiro da Ordem da Imaculada Conceição  (Ordo Inmaculatae Conceptionis) localizado na Guarita, freguesia de Nossa Senhora da Conceição da cidade de Angra do Heroísmo, Açores. O imóvel é propriedade da Santa Casa da Misericórdia de Angra do Heroísmo, que ali teve a funcionar o seu hospital entre 1834 e 1961, albergando atualmente na sua cerca um lar de idosos pertencente àquela instituição. O terramoto de 1 de janeiro de 1980 arruinou o edifício, que permenece em ruínas mas cuja igreja foi restaurada em 2023 pelo Município de Angra do Heroísmo.

## História
A ocupação inicial do terreno para fins religiosos atribui-se à Ordem dos Gracianos, que ali instalou um eremitério em 1584, tendo aqueles frades, em virtude da maior centralidade, transferido em 1607 o seu convento para o então recém-construído Convento da Graça de Angra, situado no Alto das Covas. O terreno e os imóveis então ali existentes foram comprados a 16 de fevereiro de 1607 por Pedro Cardoso Machado, 3.º neto de Gonçalo Eanes (um dos povoadores iniciais da ilha), pelo valor de 160 000 réis, com a intenção de ali fundar um convento destinado à sua irmã, Simoa da Anunciação, ao tempo freira professa da Ordem de Santa Clara no Mosteiro da Luz, na então vila da Praia. A razão do pedido de fundação apresentado pelo instituidor poderá estar nas dificuldades levantadas pela autoridade eclesiástica da Praia a sua irmã, então madre abadessa no mosteiro da Luz, e o desejo da sua transferência para este mosteiro com o fito de a tornar abadessa vitalícia da Ordem da Imaculada Conceição (mais conhecida por Ordem das Conscepcionistas), para o que obtivera breve do papa Paulo V datado de 5 de agosto de 1606. A Pedro Cardoso Machado, que regressara à ilha Terceira depois de ter enriquecido nas Índias de Castela, juntaram-se outros cidadãos angrenses que, conjuntamente, beneficiaram o novo convento com avultados donativos, permitindo a construção de uma ampla igreja e de um grande claustro.
A ordem das Concepcionistas, oficialmente a Ordem da Imaculada Conceição  (Ordo Inmaculatae Conceptionis), é uma ordem religiosa católica de clausura feminina e de vida contemplativa, fundada por D. Beatriz de Menezes da Silva. A ordem inicialmente funcionou sob a obediência de Cister, mas passou a responder à respetiva diocese e aos Franciscanos, recebendo a aprovação de regra própria em 1511. Os seus membros designam-se por «monjas concepcionistas». D. Beatriz de Menezes da Silva (Campo Maior, 1424 — Toledo, 9 de agosto de 1492), depois Santa Beatriz da Silva, foi uma nobre portuguesa, dama da rainha de Castela, cuja corte frequentava, que devido a intrigas palacianas e desentendimentos com a rainha decidiu abandonar o mundo profano, integrando, em Toledo, o mosteiro dominicano de São Domingos, o Real. Aí, com o apoio da rainha Isabel a Católica de Espanha, viu concretizado o desejo de fundação de uma nova ordem religiosa através da aprovação pelo papa Inocêncio VIII, em 1489, da sua nova regra. Esta foi a primeira ordem religiosa idealizada e fundada por portugueses.
O Convento das Concepcionistas de Angra foi um dos nove conventos da ilha Terceira, sendo referido pelo padre António Cordeiro nos seguintes termos: «O sétimo convento é o que comumente chamam conceição das freiras para distinção da colegiada da conceição dos clérigos. É este convento de estatuto, e regra tão singular e perfeita, que dizem que em Portugal só há um semelhante a este.» No Convento das Concepcionistas de Angra juntaram-se inicialmente outras nove monjas à fundadora Simoa da Anunciação, que com ela solenemente deram entrada no convento em 13 de abril 1608. Simoa da Anunciação foi abadessa por vinte e oito anos, até à data do seu falecimento. No período áureo, este mosteiro chegou a albergar sessenta e três monjas. A 24 de julho de 1830 foi eleita para o abadessado Maria Josefa do Desterro, a última prelada das Concepcionistas de Angra.
Já no constexto da Guerra Civil Portuguesa e das reformas do liberalismo, a 20 de janeiro de 1832 a Regência de Angra mandou despejar o convento, com o objetivo do edifício ser transformado em hospital militar. D. Pedro IV de Portugal, por decreto de 2 de abril de 1833, cedeu o edifício à Santa Casa da Misericórdia de Angra, para nele instalar o Hospital de Santo Espírito, que ao tempo ainda funcionava nas suas primitivas isntalações no extremo da Rua de Santo Espírito, junto à igreja da Misericórdia. Num dos anexos do convento funcionou o Asilo de Mendicidade de Angra e noutro a farmácia da Santa Casa da Misericórdia. O hospital funcionaria neste edifício de 1834 até a construção do primeiro hospital público de Angra (então designado Hospital Distrital de Angra do Heroísmo), obra da Junta Geral do Distrito Autónomo, inaugurado em 1961. Ainda assim, as instalações para tratamento de doenças infecto-contagiosas, nomeadamente as destinadas ao tratamento da tuberculose, permeneceram no edifício até à década de 1970.
Já em mau estado de conservação, o edifício teve o seu estado de ruína acentuado aquando do terramoto de 1980, o que levou ao seu abandono quase total, ficando nele apenas a funcionar uma das alas do lar de idosos que se instalaria na sua cerca. Está classificado como Imóvel de Interesse Público, pela Resolução do Governo Regional n.º 41/1980, JORAA, 1.ª série, n.º 20 de 11 junho 1980. Está incluído na Zona Central da Cidade de Angra do Heroísmo, classificada como Património Mundial.
No ano de 2021, durante os trabalhos de reconstrução da igreja do Convento das Concepcionistas, foi detetado e identificado parte do antigo cemitério público da Conceição, que operou na segunda metade do século XIX. Este cemitério, que foi desativado por insuficiência de espaço, estava implantado intramuros de um anexo da igreja. Aquando do sismo de 1 de janeiro de 1980, com a queda do edificio, o cemitério ficou soterrado pelos escombros. Nas obras de reconstrução foi preservado in situ sob uma laje de betão.